# Jimmy Savile
Jimmy Savile właśc. sir James Wilson Vincent Savile (wym. /'sævɪl/; ur. 31 października 1926 w Leeds, zm. 29 października 2011 tamże) – brytyjski dziennikarz muzyczny, disc jockey, prezenter radiowy i telewizyjny, wieloletni prowadzący telewizyjną listę przebojów Top of the Pops. W młodości czynny sportowiec – maratończyk i zapaśnik.
Odznaczony Orderem Imperium Brytyjskiego (1971). W 1990 otrzymał szlachectwo, a także został odznaczony przez papieża Jana Pawła II Orderem Świętego Grzegorza Wielkiego.
Śledztwo, podjęte po jego śmierci w sprawie setek oskarżeń o przestępstwa seksualne, wykazało, że był pedofilem i zapewne jednym z najaktywniejszych przestępców seksualnych w Wielkiej Brytanii.

## Disc jockey
Urodzony w Leeds w wielodzietnej rodzinie. Podczas II wojny światowej pracował jako górnik w kopalni węgla. Wkrótce po wojnie rozpoczął pracę disc jockeya w lokalach rozrywkowych i gastronomicznych. Jako pierwszy zaczął używać dwóch gramofonów do miksowania, co przyniosło mu po latach sławę pierwszego brytyjskiego DJ-a.

## Dziennikarz
Pracę w mediach rozpoczął w 1958 w Radiu Luxembourg, w którym prowadził własne audycje do 1967. Latem 1960 zadebiutował w telewizji programem muzycznym Young At Heart. Od 1964 prowadził popularną telewizyjną listę przebojów Top of the Pops, będąc jej pierwszym prezenterem. W 2006 jako współprowadzący wystąpił w ostatnim wydaniu tego programu. W latach 70. i 80. pracował w BBC, prowadząc m.in. jeszcze jeden program telewizyjny o dużej oglądalności – Jim’ll Fix It.
W 1990 roku został odznaczony przez papieża Jana Pawła II Orderem Świętego Grzegorza Wielkiego za wybitne osiągnięcia w pracy charytatywnej na rzecz dzieci. Organizował zbiórki pieniężne na dziecięcy szpital Stoke Mandeville, gdzie miał mieszkanie służbowe. W październiku 2012 roku Watykan uznał, że było to odznaczenie dożywotnie.

## Skandale i przestępstwa
Znany był z licznych skandali na tle obyczajowym oraz z wulgarnego języka i z nieprzyzwoitego komentowania wyglądu innych osób.
19 października 2012 policja wszczęła formalne dochodzenie w sprawie przestępstw seksualnych na osobach nieletnich, jakich Savile dokonywać miał przez wiele lat. Scotland Yard rozpoczął śledztwo w sprawie zarzutów o nadużycia seksualne w stosunku do dzieci oparte na zeznaniach 300 potencjalnych ofiar. Pod koniec października 2012 kolejny skandal spowodowały opinie i informacje ujawnione na antenie BBC, w ramach państwowej służby zdrowia oraz z Serwisu Prokuratury oraz Departamentu Zdrowia. W czerwcu 2014 dochodzenie prowadzone przez brytyjski wymiar sprawiedliwości ujawniło, że Savile, będąc wolontariuszem w szpitalach (w tym Leeds General Infirmary, Broadmoor oraz kilku szpitalach psychiatrycznych), dopuścił się molestowania i gwałtów na dziewczynkach, chłopcach i pacjentach w wieku od 5 do 75 lat, według personelu tamtejszych szpitali prezenter miał dopuścić się również czynu nekrofilii.
W latach 1955–2009 Savile dopuścił się 214 przestępstw seksualnych, w tym 34 gwałtów głównie niepełnoletnich dziewczynek. Dochodziło do nich w pomieszczeniach mieszczących się w BBC, a także w szpitalach, szkołach i jednym hospicjum, które odwiedzał w ramach swej działalności dobroczynnej.